# パロット・レコード
パロット・レコード (Parrot Records) は、かつて存在したアメリカ合衆国のレコードレーベルのひとつで、1964年にロンドン・レコード (London Records) の一部門として創設された。
このレーベルは、おもにイングランドのデッカ・レコードが制作した音源の権利を借り受けて、アメリカ合衆国やカナダの市場にレコードを流通させており、おもなものとしてはゾンビーズ、トム・ジョーンズ、エンゲルベルト・フンパーディンク、ゼム、ジョナサン・キング (Jonathan King)、ヘッジホッパーズ・アノニマス (Hedgehoppers Anonymous)、ルル、ボビー・"ボリス"・ピケット (Bobby "Boris" Pickett)（後に Garpax Records で再発）、サヴォイ・ブラウン (Savoy Brown)、アラン・プライス、ラブ・スカルプチャー (Love Sculpture)（後に EMI で再発）、フリジド・ピンク (Frijid Pink) などのレコードを扱っていた。このレーベルは1979年まで存続したが、自社で音源を制作することは最後までなかった。パロット・レコードが休止した後、所属アーティストたちはロンドン・レコードへ移る形になった。米国において、現在パロット・レコードのカタログを管理しているのは、ユニバーサル・ミュージック・グループ傘下のポリドール・レコードである。
1950年代のシカゴに存在した同名のレコードレーベル（Parrot Records）とは無関係である。